# Nebulosa Farfalla
La Nebulosa Bug (nota talvolta anche come NGC 6302 o con la sigla C 69) è una nebulosa planetaria bipolare visibile nella costellazione dello Scorpione; è una delle nebulose di questa classe più interessanti e complesse conosciute. Lo spettro di NGC 6302 mostra che la sua stella centrale è uno degli oggetti più caldi conosciuti nella nostra Galassia, con una temperatura superficiale superiore ai 200.000 kelvin, implicando il fatto che la stella progenitrice doveva essere molto grande.
Questa stella non è mai stata osservata, dato che è circondata da un disco equatoriale particolarmente denso di gas e polveri; questo disco avrebbe causato i getti della stella che oggi formano una struttura bipolare, dalla forma simile ad una clessidra. La struttura mostra diverse caratteristiche interessanti come muri di ionizzazione e addensamenti.

## Osservazione

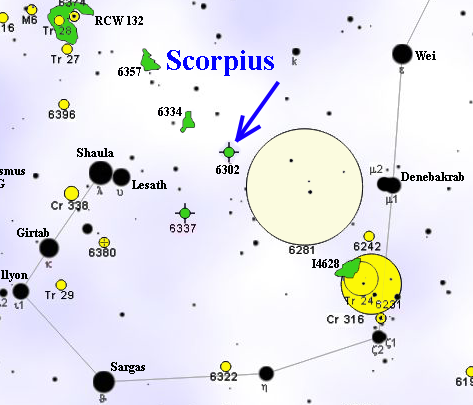
Mappa per individuare NGC 6302.

NGC 6302 si trova in una posizione favorevole per la sua individuazione, dato che giace un grado a nord della linea che congiunge la coppia di stelle μ1 e μ2 Scorpii e la brillante Shaula; è possibile individuare questa nebulosa persino con un binocolo 10x50, sebbene occorrano cieli bui e l'oggetto deve trovarsi alto sull'orizzonte. Un telescopio da 140mm è sufficiente per osservare invece che la sua struttura è allungata in senso est-ovest. Nelle fotografie prese con un telescopio amatoriale si evidenzia con delle irregolarità, al punto che può sembrare un insetto schiacciato (da cui il nome inglese bug) oppure, se la foto mostra molti dettagli ed è ad alta risoluzione, una sagoma a doppio cono che ricorda le ali di una farfalla.
NGC 6302 possiede una declinazione piuttosto meridionale, perciò questa nube non è ben osservabile da molte delle regioni abitate dell'emisfero boreale: dal nord e centro Europa si presenta praticamente invisibile, come pure dalla quasi totalità del Canada, mentre dal bacino del Mediterraneo, dagli Stati Uniti e dal centro Asia resta relativamente bassa sull'orizzonte; d'altra parte, nell'emisfero australe è un oggetto ben osservabile, che si presenta prossimo allo zenit da quasi tutte le regioni temperate. Il periodo migliore per la sua osservazione nel cielo serale è quello compreso fra aprile e settembre.

## Storia delle osservazioni
Dato che questa nebulosa è inclusa nel New General Catalogue, deve essere stata conosciuta almeno dal 1888; i primi studi condotti su quest'oggetto furono ad opera di Edward Emerson Barnard, il quale nel 1907 la disegnò e la descrisse. Da allora è stata al centro di molti studi poiché mostra delle caratteristiche uniche, come il processo di eccitazione dei suoi gas e le proprietà su larga scala delle polveri.

## Caratteristiche

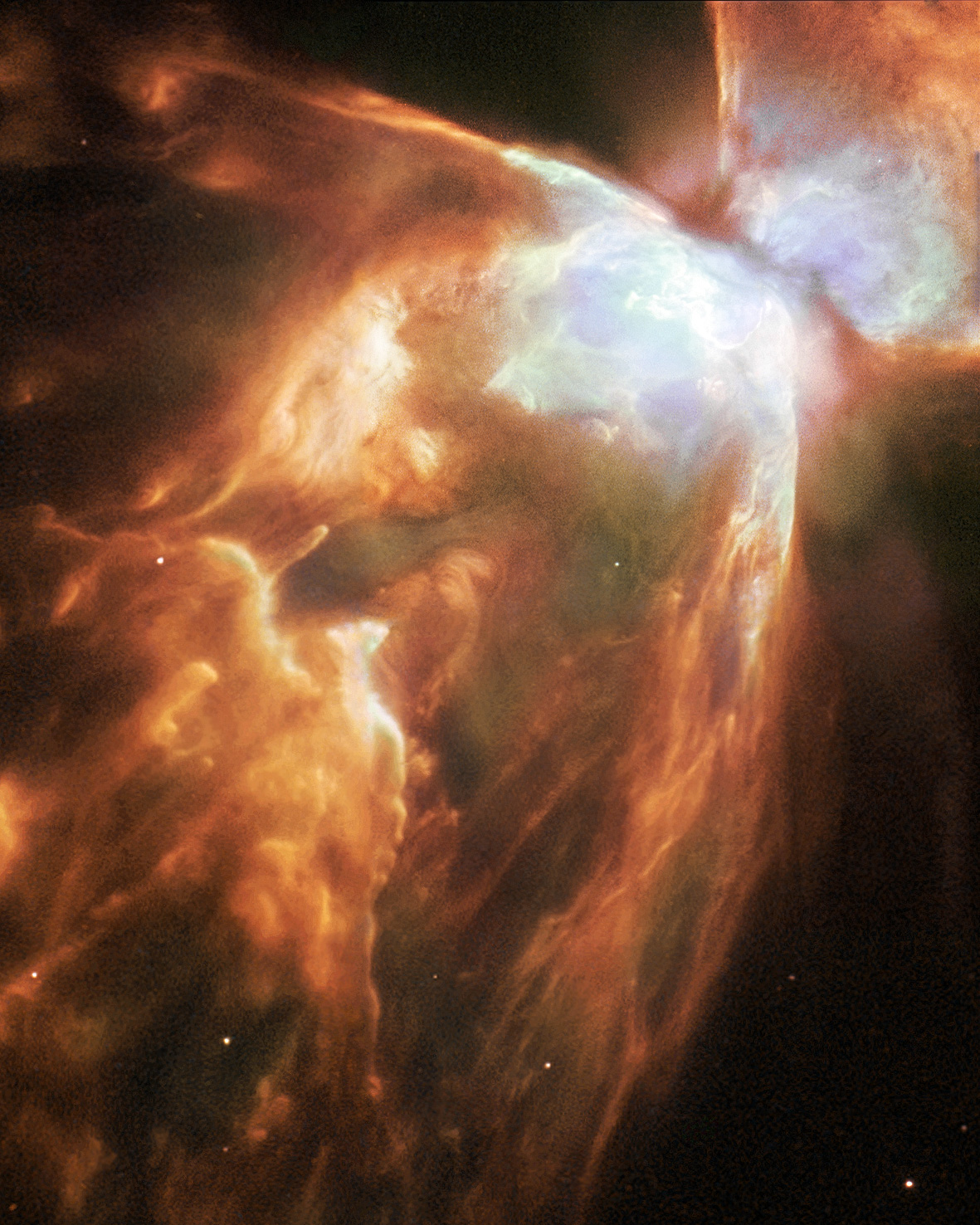
NGC 6302

NGC 6302 possiede una morfologia piuttosto complessa, che può essere approssimata descrivendola come una nebulosa bipolare con due lobi primari, sebbene vi siano delle evidenze della presenza di un secondo paio di lobi derivanti da una precedente fase di perdita di materia da parte della stella progenitrice; osservazioni di questa nebulosa suggeriscono che vi sarebbe pure una struttura esterna ortogonale simile a quella rinvenuta nella Nebulosa Formica (Mz 3). La nebulosa è orientata con un angolo di 12,8° contro lo sfondo rispetto alla nostra linea di vista.
La nebulosa contiene anche un grande lobo orientato a nordovest che si estende per oltre 3' all'esterno della regione centrale, in cui si trova la stella centrale: si stima che si sia formato da un evento eruttivo avvenuto circa 1900 anni fa; possiede una parte di forma circolare le cui pareti seguono esattamente un getto di Hubble, ossia dove la velocità del getto stesso è proporzionale alla distanza dalla sorgente centrale. Ad una distanza angolare di 1',71 dalla stella centrale, la velocità del flusso di questo lobo è stata stimata essere pari a 263 km/s; al suo periplo estremo la velocità supera invece i 600 km/s. Il bordo occidentale mostra delle caratteristiche che suggeriscono un'avvenuta collisione con dei globuli di gas preesistenti, che hanno modificato la forma del getto stesso su questo lato.

## Chimica delle polveri
La banda di polveri che corre tutt'attorno al centro della nebulosa sembra avere una chimica particolarmente complessa, che mostra delle evidenze della presenza di silicati cristallini multipli e altre caratteristiche che sono state interpretate come il primo rilevamento di carbonati extrasolari; questo rilevamento è tuttavia controverso a causa della difficoltà della formazione dei carbonati in un ambiente non acquoso. Altre caratteristiche sono la presenza di acqua ghiacciata e quarzo.
Una delle caratteristiche più interessanti delle polveri di NGC 6302 è tuttavia la presenza di sostanze ricche di ossigeno e di carbonio: le stelle in genere sono ricche o di ossigeno o di carbonio, e il cambio dell'abbondanza dei due elementi avviene nelle tarde fasi dell'evoluzione della stella a causa delle reazioni di fusione nucleare; quando una stella possiede entrambi gli elementi significa che la fase di transito da stella ricca di ossigeno a stella ricca di carbonio è appena avvenuta.

### Libri
- (EN) Stephen James O'Meara, Deep Sky Companions: The Caldwell Objects, Cambridge University Press, 2003, ISBN 0-521-55332-6.
- (EN) C. J. Lada, N. D. Kylafits, The Origin of Stars and Planetary Systems, Kluwer Academic Publishers, 1999, ISBN 0-7923-5909-7.
- A. De Blasi, Le stelle: nascita, evoluzione e morte, Bologna, CLUEB, 2002, ISBN 88-491-1832-5.

### Carte celesti
- Tirion, Rappaport, Lovi, Uranometria 2000.0 - Volume II - The Southern Hemisphere to +6°, Richmond, Virginia, USA, Willmann-Bell, inc., 1987, ISBN 0-943396-15-8.
- Tirion, Sinnott, Sky Atlas 2000.0 - Second Edition, Cambridge, USA, Cambridge University Press, 1998, ISBN 0-933346-90-5.
- Tirion, The Cambridge Star Atlas 2000.0, 3ª ed., Cambridge, USA, Cambridge University Press, 2001, ISBN 0-521-80084-6.